# Brinno

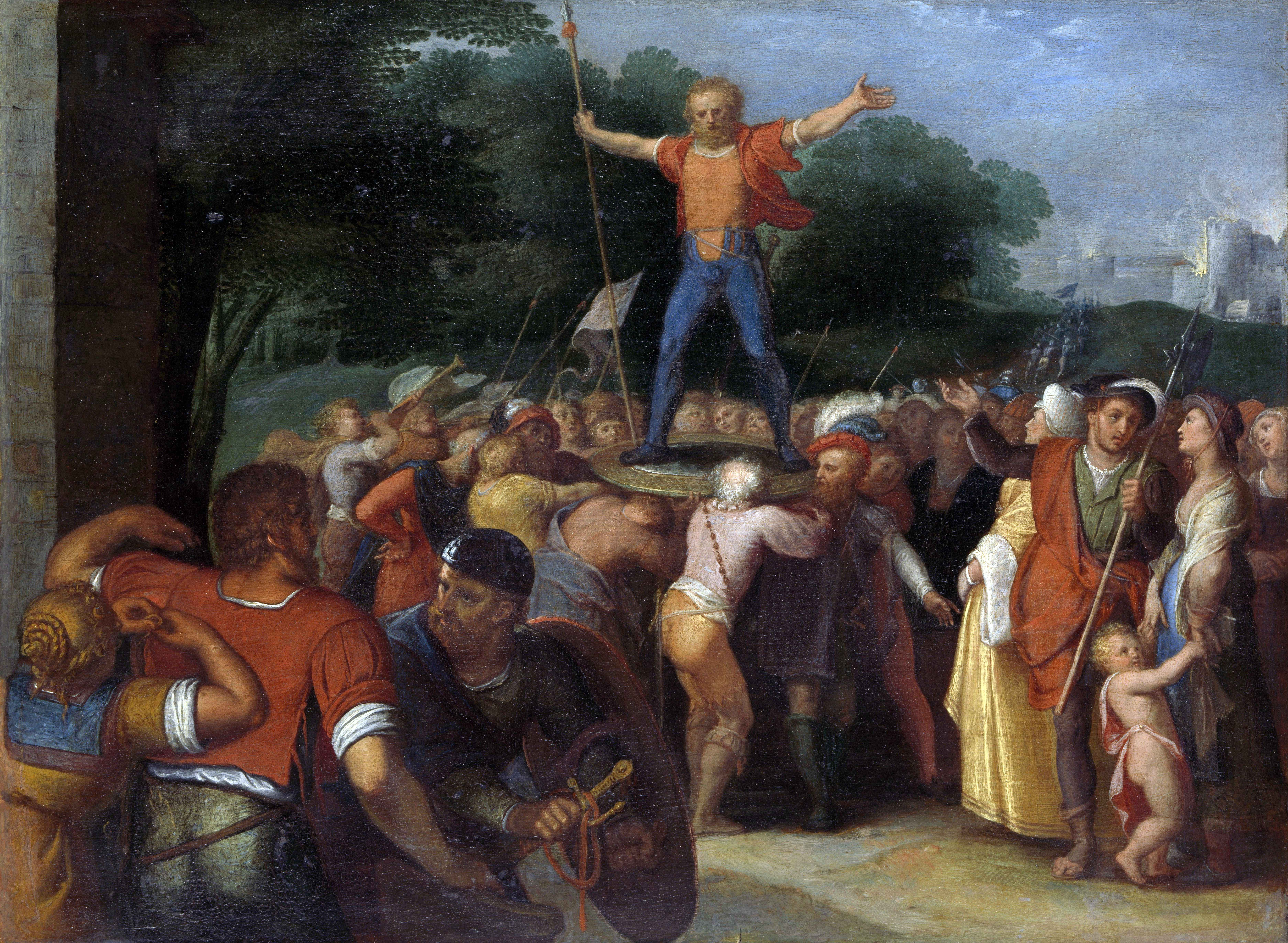
Brinno wordt door de Cananefaten tot veldheer benoemd en op het schild geheven. Brinno staande op een schild in het midden van een menigte, in de verte een brandend kasteel. Derde voorstelling in een reeks van twaalf taferelen van de opstand van de Batavieren tegen de Romeinen, geschilderd door Otto van Veen, aangekocht door de Staten-Generaal in 1613.

Brinno was de aanvoerder van de Cananefaten tijdens de Bataafse Opstand van 69-70 tegen het Romeinse Rijk.

## Afkomst
Hoewel Brinno een Cananefaat van adellijke komaf was, werkte hij jaren samen met de Romeinen. Van Brinno's vader is bekend dat hij openlijk de draak stak met de mislukte Britannia-expeditie van Caligula. Tijdens de Romeinse burgeroorlog in 69 (het Vierkeizerjaar) werd door Vitellius een behoorlijk deel van de Romeinse troepen uit de Nederlanden en van de westelijke Rijnoever teruggetrokken om in Rome zijn aanspraak op de keizerstroon kracht bij te zetten. De Cananefaten, die leefden in het Nederlandse kustgebied, kozen Brinno als hun leider en kwamen in opstand tegen de Romeinse bezetters, mogelijk op aandringen van de Batavenleider Julius Civilis. De Frisii en Chauken sloten zich bij de opstandelingen aan.

## De Bataafse Opstand
Brinno overviel tot grote verrassing van de Romeinen de winterkampen van twee cohorten aan de kust, mogelijk te Praetorium Agrippinae (Valkenburg). Hordeonius Flaccus, de bevelhebber van de militaire provincie Neder-Germanië (Germania Inferior), had vanwege de onrust bij de Bataven onlangs extra troepen naar de nederzetting Oppidum Batavorum aan de Waal gestuurd. Hij had echter niet gerekend op een opstand bij de Cananefaten. De opstand van Brinno en zijn bondgenoten verliep voorspoedig en andere versterkingen van de Romeinen werden verwoest of ontruimd, waaronder Fectio (Vechten), Matilo (Leiden-Roomburg), Albaniana (Alphen aan den Rijn) en Traiectum (Utrecht). Ook de Bataven kwamen nu in opstand en in de Betuwe kwam het tot een confrontatie tussen de troepen van Civilis en de Romeinse hulptroepen onder primus pilus Aquilius. Nadat de cavalerie-eenheid van Claudius Labeo na muiterij naar de opstandelingen was overgelopen werden de Romeinen vernietigend verslagen. Het is niet bekend wat er verder van Brinno is geworden.